# Royal Hospital Chelsea

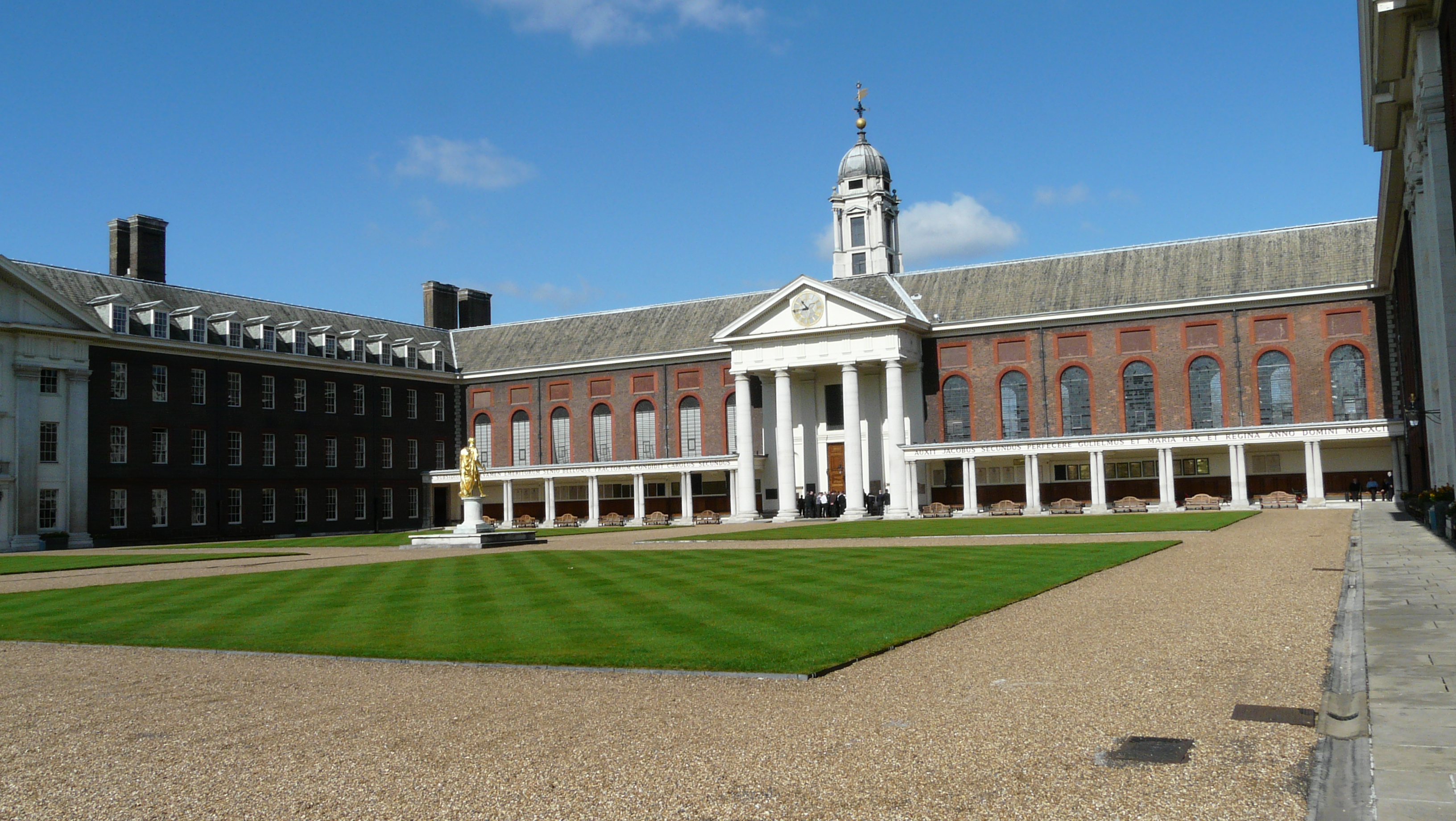
Der Figure Court mit dem Mitteltrakt des Hauptgebäudes, im Vordergrund die Statue Karls. II.

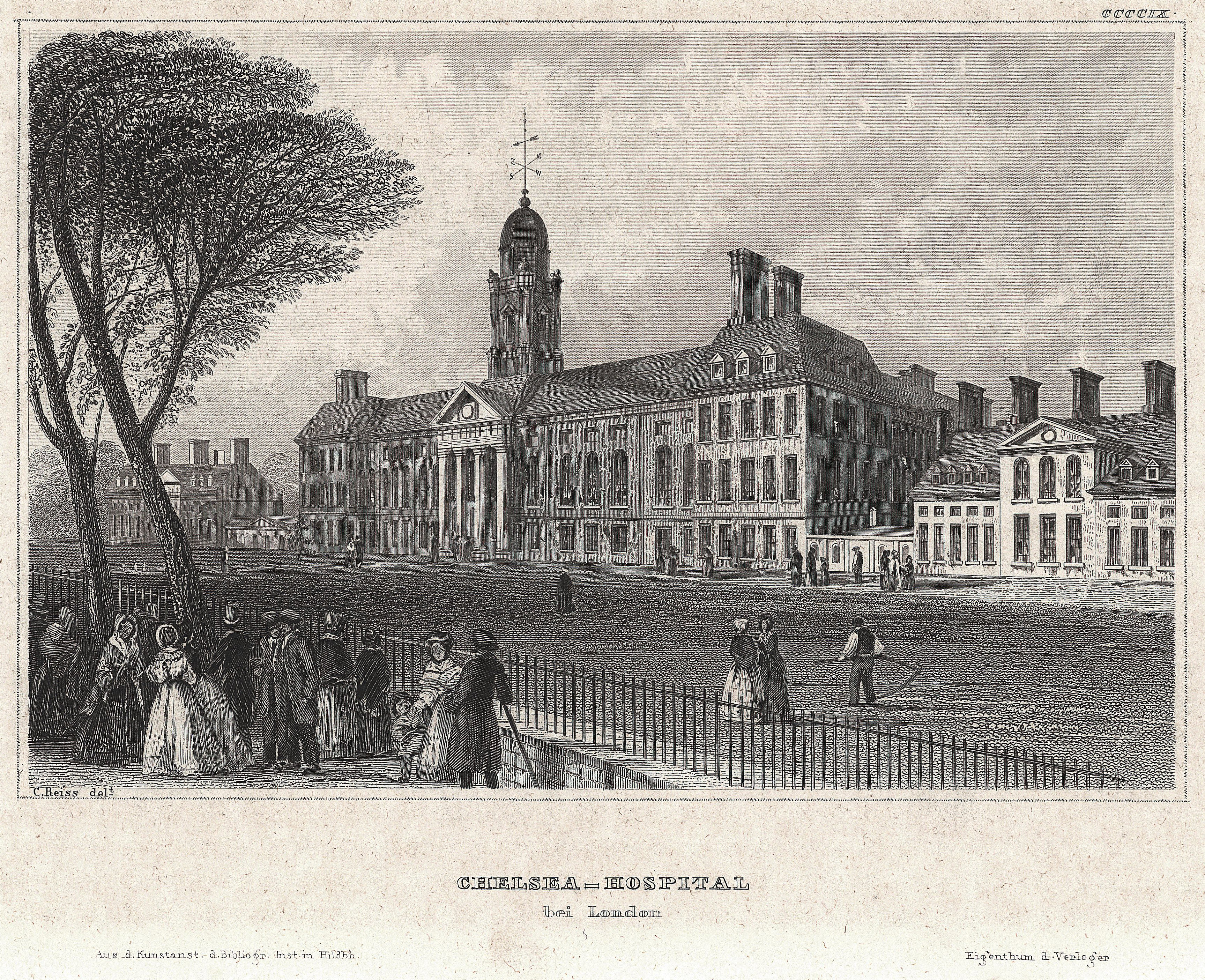
Das Royal Hospital Chelsea 1842

Royal Chelsea Hospital um 1910

Das Royal Hospital Chelsea ist ein Alten- und Pflegeheim für ausgediente und kriegsinvalide Soldaten der British Army in London. Es bietet Platz für rund 300 Veteranen, seit 2009 auch für weibliche ehemalige Armeeangehörige. Die Bewohner des Hospitals, die Chelsea Pensioners, gehören mit ihren traditionellen roten Sommeruniformen mit Ordensschmuck sowie Dreispitz oder Schirmmütze zum Straßenbild des Stadtteils.

## Lage
Das Hospital liegt am linken Ufer der Themse nördlich des Chelsea Embankment und südwestlich der Chelsea Bridge Road im Stadtteil Chelsea. Die Gebäude sind von einer 21 ha großen Garten- und Parkanlage umgeben, zu denen auch die östlich des Hospitals gelegenen Ranelagh Gardens gehören. Westlich des Hospitals befindet sich das 1971 eröffnete National Army Museum.

## Geschichte
Nach dem Vorbild des Hôtel des Invalides in Paris ließ König Karl II., der nach der Stuart-Restauration ein stehendes Heer einführte, ab 1682 ein Altersheim für Veteranen der Armee errichten. Die Anlage wurde von Christopher Wren unter Mitarbeit von John Evelyn entworfen. Die ersten Veteranen zogen 1691 in das Hospital ein, 1702 war die Anlage vollendet. Nach dem Vorbild des Hospitals in Chelsea gründete König Wilhelm III. 1694 das Royal Hospital für ehemalige Angehörige der Royal Navy in Greenwich.
Die Innenräume des Hospitals in Chelsea wurden mehrfach umgebaut, unter anderem von Robert Adam, der von 1762 bis 1792 als Clerk of Works für Bauarbeiten des Hospitals verantwortlich war, und durch John Soane, der zwischen 1807 und 1837 das Amt des Clerk of Works innehatte. Von Soane stammen auch die meisten Wirtschaftsgebäude an der East Road östlich des Hospitals.
Während des Ersten Weltkriegs wurde ein Flügel des Light Horse Court durch einen deutschen Luftangriff zerstört, wobei mehrere Menschen ums Leben kamen. Das zerstörte Gebäude wurde 1923 wieder aufgebaut. Während des Zweiten Weltkriegs wurde das Gebäude durch eine V2-Rakete erneut zerstört und 1964 bis 1965 von außen originalgetreu wieder aufgebaut. Die nach Entwürfen von Quinlan Terry umgebaute Krankenstation wurde 2009 wiedereröffnet und nach der ehemaligen Premierministerin Margaret Thatcher Margaret Thatcher Infirmary umbenannt.

## Anlage

### Äußeres
Das Hospital besteht aus einem lang gestreckten, um drei Höfe angelegten Komplex, der den Colleges in Cambridge nachempfunden ist. Das dreiflüglige Hauptgebäude aus weiß abgesetzten roten Ziegelsteinen ist um einen Figure Court genannten, zur Themse hin offenen Ehrenhof angelegt. Die Ecken des mit einem Schieferdach gedeckten Gebäudes sind pavillonartig gestaltet. Die beiden Seitenflügel besitzen je einen weiß verputzten Mittelrisalit. Der Mitteltrakt wird durch einen dorischen Portikus und einen kleinen, kuppelgekrönten Dachaufsatz betont. Zum Figure Court besitzt er eine vorgesetzte eingeschossige Kolonnade, die den Veteranen wettergeschützte Ruheplätze bietet. Im Figure Court befindet sich ein 1682 von Arnold Quellin in der Werkstatt von Grinling Gibbons geschaffenes Bronzestandbild von Karl II., dass anlässlich des goldenen Thronjubiläums von Königin Elizabeth II. 2002 wieder vergoldet wurde. Die südlich des Denkmals aufgestellten Kanonen wurden teilweise in der Schlacht von Waterloo erbeutet. An die Seitenflügel grenzt je ein weiterer quadratischer Hof, im Nordosten der Light Horse Court, im Südwesten der College Court. Die beiden Höfe werden an der Nord- und Südseite je von einem eingeschossigen, mit einem Mittelrisalit versehenen Gebäude begrenzt.

### Inneres

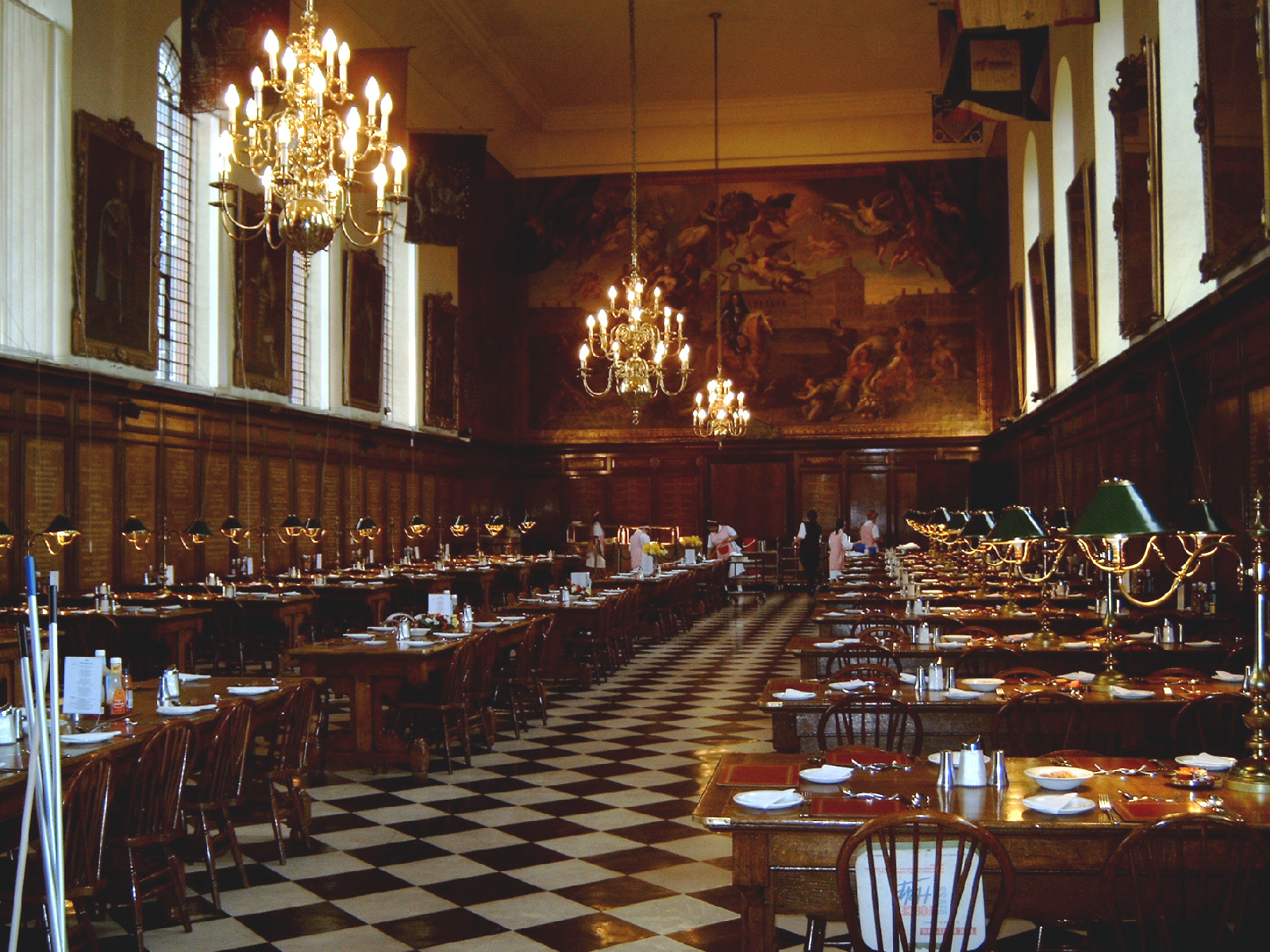
Die Great Hall

Im Mittelbau befindet sich die Great Hall sowie die Kapelle. Die holzgetäfelte, mit alten Regimentsfahnen geschmückte Great Hall diente bis zu Beginn des 19. Jahrhunderts als Speisesaal und befindet sich nach einer Restaurierung von 1955 fast im Originalzustand, wie Wren sie entworfen hat. An der Stirnwand befindet sich ein Fresko von Antonio Verrio, dass Karl II. zu Pferde vor dem Hospital zeigt, an den Wänden hängen Porträts aus dem 18. Jahrhundert, u. a. ein Porträt Georgs II. von Enoch Seeman und ein Bild Georgs III. von Allan Ramsay. Die 1691 geweihte, tonnengewölbte Kapelle ist holzgetäfelt und besitzt ein 1714 gemaltes Fresko von Sebastiano Ricci und seinem Neffen Marco. Weitere Prunkräume sind das Vorzimmer und die Council Chamber, die als Empfangsraum für die Monarchen oder andere hochgestellte Gäste dienten. Die beiden von Wren entworfenen Räume wurden im 18. Jahrhundert von Robert Adam umgebaut und sind mit Gemälden von Kneller und Lely geschmückt.
Die Stufen der Treppen zu den Wohntrakten sind extra flach gehalten, um den alten Veteranen das Treppensteigen zu erleichtern. Die kleinen, ursprünglich nur 1,8 m² großen Wohnzellen wurden bis 1955 und 1991 umgebaut und vergrößert. Zurzeit sind sie 2,7 m² groß, bis 2015 sollen sie erneut vergrößert und mit Sanitäreinrichtungen versehen werden.

### Garten
Ursprünglich war das Hospital von einem ab 1687 von George London und Henry Wise angelegten formalen Garten umgeben. Von Norden führt eine von der King’s Road abzweigende Allee auf die Mittelachse des Hospitals zu. Die von Linden gesäumte Royal Avenue verläuft über den Burton’s Court, eine etwa 1 ha große als Vorplatz dienende Wiese. Die Hauptfront des Hospitals war jedoch die der Themse zugewandte Südfront, wo eine breite Terrasse angelegt wurde. An der Themse wurde ein Bootsanleger errichtet, dazu kamen Sommerhäuser, ein zum Hauptgebäude führender Kanal und Zierteiche. Östlich und westlich des Kanals lagen die Küchengärten für das Hospital.
Auf dem Gelände des ehemaligen Anwesens von Lord Ranelagh, der Kämmerer des Hospitals gewesen war, entstanden in der Mitte des 18. Jahrhunderts die Ranelagh Gardens als öffentlich zugänglicher Lustgarten. Nachdem der Lustgarten jedoch zu Beginn des 19. Jahrhunderts geschlossen wurde, wurde er ein Teil der Gartenanlagen des Hospitals. Der Bau des Chelsea Embankments und andere Baumaßnahmen in der Mitte des 19. Jahrhunderts zerstörten jedoch einen Großteil der Gartenanlagen. Die 1845 erbaute, nördlich am Hauptgebäude entlangführende Royal Hospital Road trennte den Burton’s Court vom Hauptgebäude. Die Hospitalgärten und die Ranelagh Gardens wurden deshalb Mitte des 19. Jahrhunderts umgestaltet, in dieser Form bestehen sie noch heute.

## Touristische Informationen

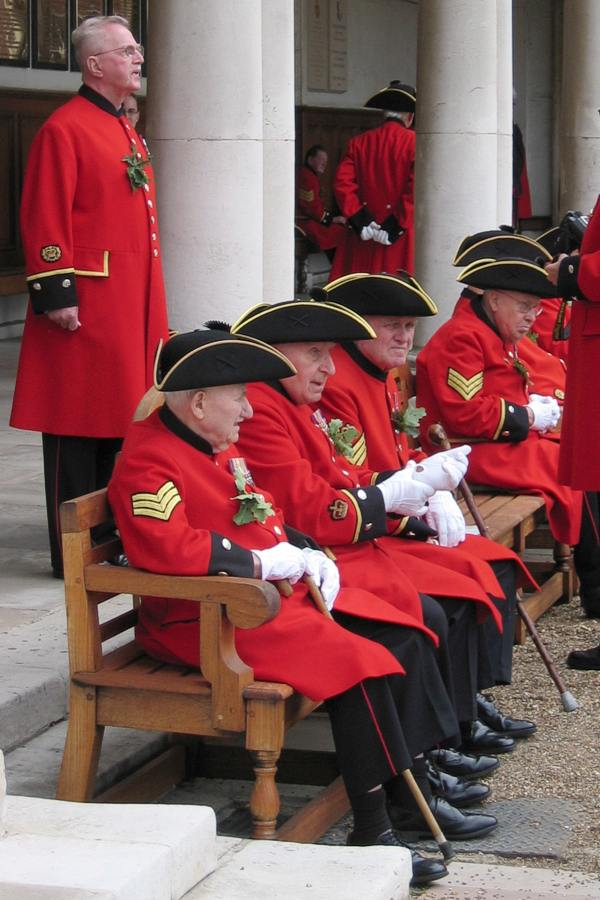
Pensionäre des Chelsea Hospitals

Die Gärten und Anlagen sind seit 1849 frei zugänglich, wobei die Gartenanlagen unmittelbar südlich des Hospitals hauptsächlich den Bewohnern des Hospitals vorbehalten sein sollen. Die Great Hall und die Kapelle sind zu besichtigen, für Gruppen können Führungen gebucht werden. Das Hospital besitzt ein kleines Museum mit Erinnerungsstücken an Wellington, der nach seinem Tod 1852 in der Great Hall aufgebahrt wurde, und zur Geschichte des Hospitals. Um den 29. Mai wird jährlich der Oak Apple Day gefeiert, der Geburtstag Karls II. und der Tag der Wiedereinführung der Monarchie nach der englischen Republik. An diesem Tag wird in Gedenken an die Schlacht von Worcester, nach der sich Karl II. in einer Eiche verstecken musste, die Statue des Königs im Figure Court in Anwesenheit eines Mitglieds der königlichen Familie mit Eichenlaub bekränzt. Ab diesem Tag tragen die Pensionäre ihre roten Sommeruniformen im Stil des 18. Jahrhunderts anstatt der blauen Winteruniformen.
Seit 1913 findet auf den Rasenflächen südlich des Hospitals jährlich im Mai die Chelsea Flower Show statt.

## Sonstiges

Das alte Wappen des FC Chelsea

Die Urnen der ehemaligen britischen Premierministerin Margaret Thatcher und ihres Ehemannes Denis Thatcher sind im Garten des Royal Hospital Chelsea bestattet.
Das Wappen des FC Chelsea zeigte bis 1952 einen Pensionär des Royal Hospital Chelsea.